# Aucun
Aucun es una comuna francesa situada en el departamento de Altos Pirineos, en la región de Occitania.

## Demografía
| 210 | 190 | 150 | 170 | 199 | 205 | 227 |
| Para los censos de 1962 a 1999 la población legal corresponde a la población sin duplicidades (Fuente: INSEE [Consultar]) |     |     |     |     |     |     |